# Кюттиген
Кюттиген (нем. Küttigen) — коммуна в Швейцарии, в кантоне Аргау.
Входит в состав округа Арау.  Население коммуны составляет 6857 человек (31 декабря 2023). Официальный код  —  4008.